# Dorcadion discodivisum
Dorcadion discodivisum är en skalbaggsart som beskrevs av Maurice Pic 1939. Dorcadion discodivisum ingår i släktet Dorcadion och familjen långhorningar.
Artens utbredningsområde är Iran. Inga underarter finns listade i Catalogue of Life.